# Economia da Dinamarca
A economia da Dinamarca baseia-se num mercado inteiramente moderno que inclui agricultura de alta tecnologia, indústria atualizada, quer nas pequenas empresas quer nas grandes, extensas medidas governamentais de segurança social, níveis de vida confortáveis, uma moeda estável e grande dependência do comércio externo. A Dinamarca é um exportador de alimentos e energia e tem um excedente confortável na balança de pagamentos.
A economia dinamarquesa é altamente sindicalizada; 75% da sua mão de obra  está associada a um sindicato pertencente à Confederação Dinamarquesa de Sindicatos. As relações entre os sindicatos e os patrões são de colaboração: os sindicatos têm um papel na gestão diária dos locais de trabalho, e os seus representantes têm assento no conselho de administração da maioria das empresas. As regras sobre os horários de trabalho e os salários são negociadas entre os sindicatos e os patrões, com um envolvimento mínimo por parte do governo (não existe um salário mínimo, por exemplo.
O governo tem tido sucesso em cumprir, e mesmo exceder, os critérios de convergência económica para participar na terceira fase (uma moeda europeia comum) da União Económica e Monetária (UEM), mas a Dinamarca, num referendo realizado em Setembro de 2000, reconfirmou a sua decisão de não se juntar aos 12 outros membros da UE no euro. Mesmo assim, a divisa dinamarquesa permanece indexada ao euro.
O país é o oitavo no ranking de competitividade do Fórum Econômico Mundial.
A economia dinamarquesa entrou em recessão no primeiro trimestre de 2011.